# Rory Leonard
Rory Leonard (* 13. Februar 2001 in Portland, Vereinigte Staaten) ist ein britischer Leichtathlet, der sich auf den Langstreckenlauf spezialisiert hat und insbesondere im Crosslauf erfolgreich ist.

## Sportliche Laufbahn
Erste internationale Erfahrungen sammelte Rory Leonard im Jahr 2018, als er bei den U18-Europameisterschaften in Győr in 8:39,45 min den neunten Platz im 3000-Meter-Lauf belegte. Anschließend gelangte er bei den Crosslauf-Europameisterschaften in Tilburg nach 19:46 min auf den 71. Platz im U20-Rennen. Im Jahr darauf wurde er bei den Crosslauf-Weltmeisterschaften in Aarhus nach 26:33 min 37. im U20-Rennen und im Juli gelangte er bei den U20-Europameisterschaften in Borås mit 14:28,56 min auf den neunten Platz im 5000-Meter-Lauf. 2021 kam er bei den U23-Europameisterschaften in Tallinn über 5000 Meter nicht ins Ziel und im Dezember landete er bei den Crosslauf-Europameisterschaften in Dublin nach 25:14 min auf dem 16. Platz im U23-Rennen. Zudem begann er ein Studium an der Oklahoma State University in den Vereinigten Staaten, ehe er bei den Crosslauf-Europameisterschaften 2022 in Turin nach 24:15 min auf dem elften Platz im U23-Rennen gelangte. 2023 siegte er in 29:08,33 min im 10.000-Meter-Lauf bei den U23-Europameisterschaften in Espoo und im Dezember kam er bei den Crosslauf-EM in Brüssel im U23-Rennen nicht ins Ziel. Im Jahr darauf wurde er bei den Europameisterschaften in Rom in 28:33,66 min 19. über 10.000 Meter und im Dezember belegte er bei den Crosslauf-EM in Antalya nach 22:45 min den neunten Platz im Einzelrennen und sicherte sich in der Teamwertung die Bronzemedaille hinter den Teams aus Spanien und Belgien. Bei den Straßenlauf-Europameisterschaften 2025 in Löwen wurde er in 28:33 min 14. im 10-km-Straßenlauf.

## Persönliche Bestleistungen
- 3000 Meter: 7:56,52 min, 20. Juli 2024 in London
- 5000 Meter: 13:29,54 min, 26. April 2024 in London
  - 5000 Meter (Halle): 13:22,46 min, 14. Februar 2025 in Boston
- 10.000 Meter: 27:38,39 min, 18. Mai 2024 in London
- 10-km-Straßenlauf: 27:38 min, 12. Januar 2025 in Valencia